# ВХЛ в сезоне 2013/2014
ВХЛ в сезоне 2013/2014 — четвёртый сезон чемпионата Высшей хоккейной лиги. Стартовал 8 сентября 2013 года в Нефтекамске Матчем Открытия между «Торосом» и «Сарыаркой». Победителем матча и обладателем Кубка Открытия стал «Торос». Завершился 28 апреля 2014 года. В этот день «Сарыарка» победила в шестом матче финальной серии «Рубин» и стала обладателем Кубка Братина. В соответствие с регламентом, «Рубин» стал победителем Всероссийского соревнования по хоккею (ВХЛ).

## Предсезонные турниры
Примечание. Жирным выделены команды, представляющие ВХЛ.
| Турнир                                 | Сроки проведения | Город, Страна        | Участники                                                                                               | Победитель      |
| -------------------------------------- | ---------------- | -------------------- | --- | --------------- |
| Турнир памяти В.С. Тарасова            | 5 — 8 августа    | Ижевск               | Ижсталь (Ижевск) Молот-Прикамье (Пермь) Спутник (Нижний Тагил) Прогресс (Глазов)                        | Ижсталь         |
| Турнир памяти А.И. Дубко               | 7 — 10 августа   | Гродно, (Белоруссия) | Бейбарыс (Атырау, Казахстан) Кристалл (Саратов) Неман (Гродно, Белоруссия) Уния (Освенцим, Польша)      | Кристалл        |
| Кубок Лады                             | 9 — 13 августа   | Тольятти             | Буран (Воронеж) ВМФ-Карелия (Кондопога) Дизель (Пенза) Лада (Тольятти) Торос (Нефтекамск)               | Лада            |
| Кубок губернатора Оренбургской области | 10 — 14 августа  | Орск                 | Динамо (Балашиха) Ермак (Ангарск) Зауралье (Курган) Челмет (Челябинск) Южный Урал (Орск)                | Южный Урал      |
| Кубок Прикамья                         | 20 — 22 августа  | Пермь                | Казцинк-Торпедо (Усть-Каменогорск) Молот-Прикамье (Пермь) Рубин (Тюмень) Южный Урал (Орск)              | Рубин           |
| Кубок Дизеля                           | 22 — 25 августа  | Пенза                | Буран (Воронеж) Дизель (Пенза) Динамо (Балашиха) ХК Саров (Саров)                                       | Буран           |
| Кубок Смоленск                         | 23 — 25 августа  | Смоленск             | ХК Брянск ХК Липецк Славутич (Смоленск) ХК Тамбов                                                       | ХК Липецк       |
| Турнир памяти Парышева                 | 26 — 28 августа  | Курган               | Ариада-Акпарс (Волжск) Зауралье (Курган) Ижсталь (Ижевск) Казцинк-Торпедо (Усть-Каменогорск, Казахстан) | Казцинк-Торпедо |

## Матч открытия
Матч открытия сезона 2013/2014 прошел 8 сентября 2013 года в Нефтекамске. На ледовой арене Нефтекамска встретились «Торос» (Нефтекамск) и «Сарыарка» (Караганда, Казахстан).
| 8 сентября 2013 | Торос (Нефтекамск) | 4 : 3 Б (0:2 1:0 2:1; 0:0 1:0) | Сарыарка (Караганда) | ЛДС Нефтекамск |

| Отчёт | Отчёт                             | Отчёт | Отчёт                                                                 | Отчёт |
| --- | --------------------------------- | --- | --------------------------------------------------------------------- | --- |
| |                                   | |                                                                       | |
| | Сохатский, Владимир Александрович | Вратари | Ковач, Владимир (00:00-24:24) Грязнов, Максим Сергеевич (24:24-65:00) | Судьи: Главные судьи: Гамалей Евгений, Оскирко Юрий. Линейные судьи: Журавлёв Владислав, Цицаров Виктор. |
| | Голы:                             | |                                                                       | Судьи: Главные судьи: Гамалей Евгений, Оскирко Юрий. Линейные судьи: Журавлёв Владислав, Цицаров Виктор. |
| Саулиетис, Каспарс (Сетдиков, Никита Константинович). Селуянов, Вячеслав Викторович (Сальников, Сергей Анатольевич). Зимин, Антон Андреевич (Богдановский, Константин Викторович). Кислый, Артём Александрович, буллит | 0:1 0:2 1:2 2:2 2:3 3:3 4:3       | Лебедев, Кирилл Вадимович (Ковачевич, Сабахудин, Хомер, Ян). В большинстве. Лучкин, Владислав Геннадьевич (Макаров, Константин Леонидович). В большинстве. Гуле, Алан Мартин В большинстве. |                                                                       | Судьи: Главные судьи: Гамалей Евгений, Оскирко Юрий. Линейные судьи: Журавлёв Владислав, Цицаров Виктор. |
| |                                   | |                                                                       | Судьи: Главные судьи: Гамалей Евгений, Оскирко Юрий. Линейные судьи: Журавлёв Владислав, Цицаров Виктор. |
| |                                   | |                                                                       | Судьи: Главные судьи: Гамалей Евгений, Оскирко Юрий. Линейные судьи: Журавлёв Владислав, Цицаров Виктор. |
| |                                   | |                                                                       | Судьи: Главные судьи: Гамалей Евгений, Оскирко Юрий. Линейные судьи: Журавлёв Владислав, Цицаров Виктор. |
| 39 мин | Штраф                             | 14 мин |                                                                       | Судьи: Главные судьи: Гамалей Евгений, Оскирко Юрий. Линейные судьи: Журавлёв Владислав, Цицаров Виктор. |
| |                                   | |                                                                       | |
| | 27 (8+8+11+0)                     | Броски | 36 (18+9+7+2)                                                         | |

## Клубы
В сезоне 2013/14 состав участников ВХЛ покинули две команды: «Локомотив-ВХЛ» (Ярославль) и «Юность-Минск» (Белоруссия). Команда «Юность-Минск» решила сконцентрироваться на выступление во внутреннем белорусском чемпионате.
В сезоне 2013/14 состав участников ВХЛ пополнила команда ХК «Липецк».
| Команда         | Город            | Арена                             | Вместимость | Команда КХЛ   | Команда МХЛ          | Основана | В составе ВХЛ | Главный тренер    |
| --------------- | ---------------- | --------------------------------- | ----------- | ------------- | -------------------- | -------- | ------------- | ----------------- |
| Ариада-Акпарс   | Волжск           | ЛК «Ариада»                       | 2250        | Металлург Нк  | Кузнецкие Медведи    | 1996     | 2010          | Гизатуллин И. А.  |
| Буран           | Воронеж          | ДС «Юбилейный»                    | 3040        | Атлант        | Россошь              | 1977     | 2012          | Семыкин В. И.     |
| Дизель          | Пенза            | СЗК «Дизель-Арена»                | 5500        | Локомотив     | Дизелист             | 1948     | 2010          | Сидоренко А. М.   |
| Динамо          | Балашиха         | Балашиха-Арена                    | 6500        | Динамо Мск    | ХК МВД               | 2010     | 2010          | Антипов А. А.     |
| Ермак           | Ангарск          | Арена Ермак                       | 6900        | Авангард      | Ангарский Ермак      | 1958     | 2010          | Лаухин В. С.      |
| Зауралье        | Курган           | ЛДС «Мостовик» им. Н. В. Парышева | 2500        | Сибирь        | МХК Зауралье         | 1962     | 2010          | Душкин С. В.      |
| Ижсталь         | Ижевск           | ЛД «Ижсталь»                      | 3900        | Северсталь    |                      | 1959     | 2010          | Разин А. В.       |
| Казцинк-Торпедо | Усть-Каменогорск | ДС им. Б. Александрова            | 4400        |               |                      | 1955     | 2010          | Псарев А. Г.      |
| Кристалл        | Саратов          | ДС «Кристалл»                     | 5000        | Северсталь    | Алмаз Кристалл-Юниор | 1948     | 2010          | Богатырёв В. В.   |
| Кубань          | Краснодар        | Ледовый дворец                    | 3100        | ЦСКА          | Красная Армия        | 2012     | 2012          | Колпаков В. И.    |
| Лада            | Тольятти         | ДС «Волгарь»                      | 2900        | Югра          | Ладья                | 1976     | 2010          | Жилинский И. В.   |
| Молот-Прикамье  | Пермь            | УДС «Молот»                       | 6000        | Нефтехимик    | Молот                | 1948     | 2010          | Гулявцев А. В.    |
| Нефтяник        | Альметьевск      | ДС «Юбилейный»                    | 2200        | Ак Барс       | Барс Ирбис           | 1965     | 2010          | Гимаев Р. Г.      |
| Рубин           | Тюмень           | Дворец спорта                     | 3300        | Адмирал       | Тюменский Легион     | 1959     | 2010          | Фахрутдинов М. К. |
| Сарыарка        | Караганда        | Караганды-Арена                   | 5500        |               | Казахмыс             | 1966     | 2012          | Грегор Д.         |
| Сокол           | Красноярск       | Арена-Север                       | 2600        | Спартак       | Красноярские Рыси    | 1977     | 2011          | Мартемьянов А. А. |
| Спутник         | Нижний Тагил     | ЛДС им. В. К. Сотникова           | 4200        | Автомобилист  | Авто МХК Спутник     | 1948     | 2010          | Челушкин А. Н.    |
| Титан           | Клин             | ЛД им. Валерия Харламова          | 1500        | Витязь        | МХК Клин             | 1953     | 2011          | Никишов А. В.     |
| Торос           | Нефтекамск       | Нефтекамский ледовый дворец       | 1900        | Салават Юлаев | Толпар Батыр         | 1988     | 2010          | Сулейманов Р. М.  |
| ТХК             | Тверь            | СК «Юбилейный»                    | 1980        |               | Тверичи              | 1996     | 2012          | Ждахин А. Г.      |
| ВМФ-Карелия     | Кондопога        | ЛД ОАО «Кондопога»                | 1850        | СКА           | СКА-1946             | 2008     | 2010          | Семёнов А. А.     |
| ХК Липецк       | Липецк           | ДС «Звёздный»                     | 2100        |               | Эльта                | 1979     | 2013          | Олейник В. А.     |
| ХК Рязань       | Рязань           | ДС «Олимпийский»                  | 2700        |               | Молния               | 1955     | 2010          | Курин О. Н.       |
| ХК Саров        | Саров            | ЛД «Саров»                        | 1200        | Торпедо       | Чайка Ракета         | 2002     | 2010          | Аверкин И. С.     |
| Челмет          | Челябинск        | Дворец спорта «Юность»            | 3650        | Трактор       | Белые Медведи        | 2012     | 2012          | Галкин Е. В.      |
| Южный Урал      | Орск             | ДС «Юбилейный»                    | 4500        | Металлург Мг  | Стальные Лисы        | 1958     | 2010          | Кирдяшов А. П.    |

## Состав команд
В сезоне 2013/2014 заявочный лист основной команды включал не более 27-ми хоккеистов, не зависимо от игрового амплуа в возрасте от 17 лет и старше, при этом хоккеистов в возрасте до 21 года включительно — не менее двух, в возрасте до 23 лет включительно — не менее пяти, в возрасте до 25 лет — не менее пяти.
Дополнительно в заявочный лист основной команды могли быть включены до 6-ти хоккеистов, командированных из клубов КХЛ и до 6-ти хоккеистов, командированных из клуба ВХЛ в клуб невходящий в систему КХЛ/ВХЛ/МХЛ.
Количество хоккеистов-иностранцев находившихся в заявочном листе основной команды — не более четырёх человек.
В заявочный лист молодёжной команды включались не более 35 хоккеистов, не зависимо от игрового амплуа в возрасте от 17 до 20 лет. Количество полевых хоккеистов-иностранцев находившихся в заявочном листе молодёжной команды российских клубов — не более двух человек. Заявка вратарей-иностранцев в молодёжные команды не допускалась.
Таким образом, в любой момент времени в заявочных списках клуба ВХЛ могли находиться не более 74 хоккеистов.
В заявке клуба на отдельно взятый матч, могло находится не более 20 хоккеистов, включая 18 полевых игроков и 2 вратарей. В их числе в обязательном порядке должно находится два игрока до 21 года включительно. Дополнительно, клуб мог включить в заявку на матч, двух игроков в возрасте от 17 до 20 лет. Таким образом, общая заявка клуба на матч могла составить 22 хоккеиста. Требования к гражданству, заявляемых на матч хоккеистов, не предъявлялись.

## Регулярный чемпионат

### Формат
Двадцать шесть клубов ВХЛ объединены в одну группу, состоящую из всех команд. В ходе регулярного чемпионата команда проводит с каждым из соперников по 2 матча — по одному дома и на выезде. Всего команды проведут 50 матчей.